# Mosca cieca

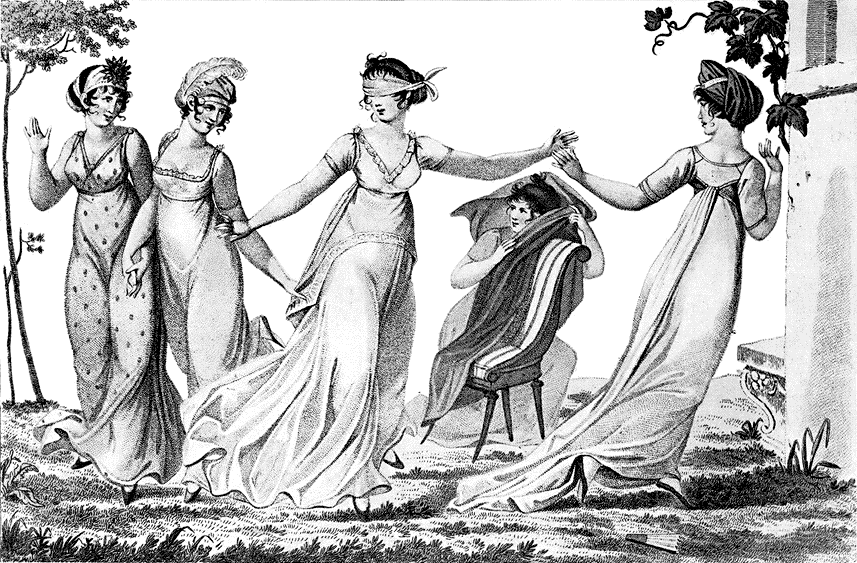
Il gioco della "mosca cieca" in una riproduzione di inizio Ottocento

La mosca cieca è un tradizionale gioco da bambini diffuso in molti paesi del mondo. Un giocatore scelto a sorte viene bendato (e diventa quindi la "mosca cieca"), e deve riuscire a toccare gli altri, che possono muoversi liberamente all'intorno.
Nella variante più comune, se la "mosca" tocca un giocatore, quest'ultimo prende il suo posto. Alcune varianti prevedono che la "mosca" debba riconoscere il giocatore catturato (senza togliersi la benda) affinché la cattura abbia effetto. In un'altra variante è previsto che si giochi in una casa piena di ostacoli di vario genere (sedie, divani, poltrone), la "mosca" quindi deve muoversi tra gli ostacoli nella ricerca del giocatore da catturare.

## Storia e diffusione
"Mosca cieca" è una variante dell'acchiappino, ed appartiene alla stessa famiglia di giochi tradizionali a cui appartiene anche nascondino. È certamente un gioco antico; lo citava nel V secolo lo scrittore romano Macrobio, chiamandolo "mosca di rame". È anche noto che il gioco ebbe un momento di grande popolarità nell'Inghilterra vittoriana, in cui veniva giocato indoor (al chiuso).
Lo si gioca in molti paesi del mondo con nomi diversi; in lingua inglese è noto come blind man's buff (Regno Unito e Irlanda) o blind man's bluff (Stati Uniti); in lingua tedesca come Blinde Kuh (Germania e Austria); in lingua francese come colin-maillard (Francia).